# Qualificazioni alla Coppa delle nazioni africane 2017 - Gruppo E

## Classifica
| Pos. | Squadra        | Pt | G | V | N | P | GF | GS | DR |
| ---- | -------------- | -- | - | - | - | - | -- | -- | -- |
| 1.   | Guinea-Bissau  | 10 | 6 | 3 | 1 | 2 | 7  | 7  | 0  |
| 2.   | Rep. del Congo | 9  | 6 | 2 | 3 | 1 | 9  | 7  | +2 |
| 3.   | Zambia         | 7  | 6 | 1 | 4 | 1 | 7  | 7  | 0  |
| 4.   | Kenya          | 5  | 6 | 1 | 2 | 3 | 5  | 7  | -2 |

## Risultati
| Ndola 13 giugno 2015, ore 15:00 UTC+2 | Zambia                     | 0 – 0 referto | Guinea-Bissau | Levy Mwanawasa Stadium\| Arbitro: \| Hélder Martins de Carvalho \| |
| Arbitro:                              | Hélder Martins de Carvalho |               |               |                                                                    |

| Arbitro: | Thierry Nkurunziza |

|                     |           |          |
| Oniangué 37’ (rig.) | Marcatori | 12’ Were |

| Arbitro: | Aboubacar Bangoura |

|                  |           |                        |
| Zézinho 63’, 80’ | Marcatori | 29’, 33’ 62’, 66’ Doré |

| Arbitro: | Mutaz Khairalla |

|            |           |                         |
| Olunga 13’ | Marcatori | 28’ Kalengo 42’ Mbesuma |

| Arbitro: | Kokou Fagla |

|            |           |  |
| Camará 18’ | Marcatori |  |

| Arbitro: | Eric Otogo-Castane |

|             |           |              |
| Kalengo 60’ | Marcatori | 75’ Massengo |

| Arbitro: | Norman Matemera |

|  |           |            |
|  | Marcatori | 81’ Cícero |

| Arbitro: | Malang Diedhiou |

|              |           |             |
| Massengo 47’ | Marcatori | 72’ Kalengo |

| Arbitro: | Mehdi Abid Charef |

|                                         |           |                         |
| Zézinho 15’ (rig.) Mendy 35’ Toni 90+7’ | Marcatori | 26’ Mbesuma 48’ Katongo |

| Arbitro: | Joseph Lamptey |

|                       |           |                     |
| Masika 24’ Johana 67’ | Marcatori | 19’ (rig.) Oniangué |

| Arbitro: | Mahamadou Keita |

|            |           |            |
| Kalaba 87’ | Marcatori | 64’ Masika |

| Arbitro: | Bernard Camille |

|          |           |  |
| Doré 74’ | Marcatori |  |